# Wrexham Football Club 1986-1987
Questa voce raccoglie le informazioni riguardanti il Wrexham Football Club nelle competizioni ufficiali della stagione 1986-1987.

## Stagione
La squadra partecipa al campionato di quarta serie concluso al 9º posto.
La squadra partecipa anche alla Coppa delle Coppe uscendo agli ottavi di finale per mano degli spagnoli del Real Saragozza.

## Rosa
| N. |                        | Ruolo | Calciatore       |
| -- | ---------------------- | ----- | ---------------- |
|    | Galles (bandiera)      | P     | Dai Davies       |
|    | Inghilterra (bandiera) | P     | Mark Morris      |
|    | Inghilterra (bandiera) | P     | Mike Salmon      |
|    | Galles (bandiera)      | P     | Chris Pearce     |
|    | Galles (bandiera)      | D     | Michael Williams |
|    | Inghilterra (bandiera) | D     | Darren Wright    |
|    | Dominica (bandiera)    | D     | Joseph Cooke     |
|    | Galles (bandiera)      | D     | Neil Salathiel   |
|    | Inghilterra (bandiera) | D     | Shaun Cunnington |
|    | Scozia (bandiera)      | C     | Michael Conroy   |

| N. |                             | Ruolo | Calciatore     |
| -- | --------------------------- | ----- | -------------- |
|    | Galles (bandiera)           | C     | Barry Horne    |
|    | Irlanda (bandiera)          | C     | Brian Mooney   |
|    | Inghilterra (bandiera)      | C     | Steve Charles  |
|    | Inghilterra (bandiera)      | C     | Paul Comstive  |
|    | Inghilterra (bandiera)      | C     | Paul Emson     |
|    | Irlanda del Nord (bandiera) | C     | Jim Harvey     |
|    | Inghilterra (bandiera)      | C     | Roger Preece   |
|    | Inghilterra (bandiera)      | A     | Steven Buxton  |
|    | Inghilterra (bandiera)      | A     | Stephen Massey |